# 李嘉禹
李嘉禹（1963年6月—），男，安徽明光人，中国数学家，中国科学技术大学数学科学学院教授，中国科学院数学与系统科学研究院研究员。1983年7月毕业于安徽大学数学系，1988年6月毕业于杭州大学，获博士学位。2002年荣获中国数学会第八届陈省身数学奖。